# Ellerbach (Saale)

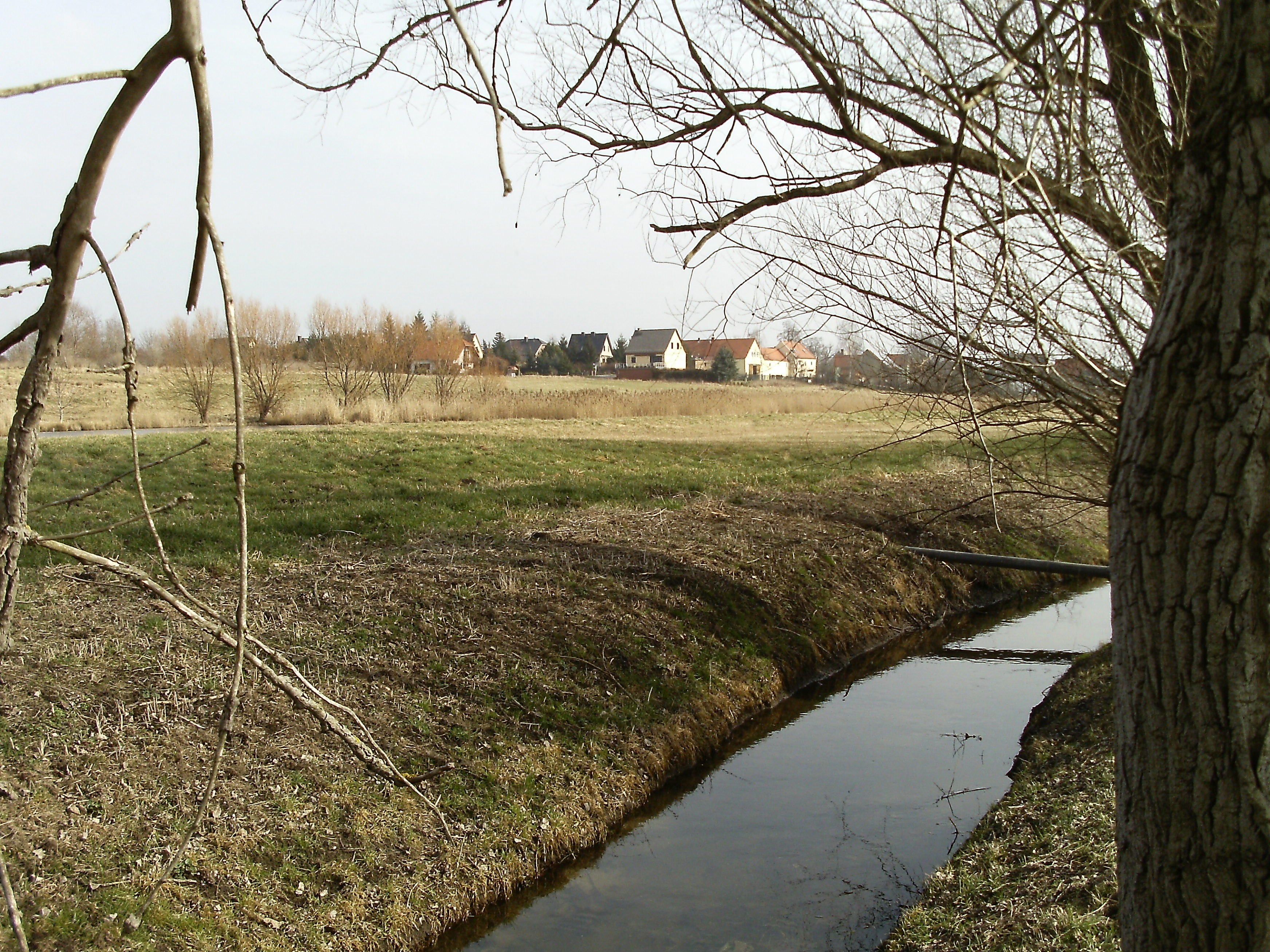
Der Ellerbach bei Tollwitz

Der Ellerbach ist ein Zufluss der Saale.  Er durchfließt den Burgenlandkreis und den Saalekreis in Sachsen-Anhalt und mündet bei Bad Dürrenberg in die Saale.
Orte am Ellerbach sind Schweßnitz, Ellerbach, Tollwitz und Bad Dürrenberg.
Der Ellerbach ist von besonderer Bedeutung im Zusammenhang mit der Bewahrung der Auelandschaften im Bereich der Saale.  Seit dem Jahre 2000 wird er vom „Arbeitskreis Hallesche Auenwälder zu Halle (Saale) e.V. (AHA)“ betreut.